# Brusilova (kulle)
Brusilova är en kulle i Antarktis. Den ligger i Östantarktis. Australien gör anspråk på området. Toppen på Brusilova är 919 meter över havet.
Terrängen runt Brusilova är platt åt nordost, men åt sydväst är den kuperad. Terrängen runt Brusilova sluttar brant västerut. Trakten är obefolkad. Det finns inga samhällen i närheten. 